# Kevin Vogt
Kevin Vogt (Witten, 23 settembre 1991) è un calciatore tedesco, difensore o centrocampista del Bochum.

## Caratteristiche tecniche
Centrale alto e veloce, con ottime capacità di impostazione. Per le sue abilità può essere utilizzato anche come mediano o terzino destro.

## Carriera

### Club
Ha giocato nella prima e nella seconda divisione tedesca.

### Nazionale
Con la Nazionale tedesca Under-21 ha preso parte alle qualificazioni all'Europeo di categoria del 2013.